# Jérôme Napoléon (1957)
Ne doit pas être confondu avec Jérôme Bonaparte ou Jérôme Napoléon Charles Bonaparte.
Jérôme Napoléon Bonaparte,, dit Jérôme Napoléon, né le 14 janvier 1957 à Boulogne-Billancourt, est un prince de la famille impériale française. Second fils de Louis Bonaparte, prince Napoléon, et d'Alix de Foresta, il est le frère cadet de l'actuel aîné des Bonaparte, le prince Charles Bonaparte. Il est, après son neveu, Jean-Christophe, actuel prince Napoléon et le fils de celui-ci, le prince Louis, le troisième dans l'ordre de succession au trône impérial français. 
Il s'est marié le 2 septembre 2013 avec Licia Innocenti, directrice de banque helvétique (née en 1965 à Baden, en Suisse). Il est retraité de la Bibliothèque de l'Université de Genève.

## Titulature
Les titres portés actuellement par les membres de la maison Bonaparte n’ont pas d’existence juridique en France et sont considérés comme des titres de courtoisie. Ils sont attribués par le « chef de maison ».